# کازموپولیتن تواند ۲/۴
کازموپولیتن تواند ۲٪2F4 (انگلیسی: Cosmopolitan Twarda ۲/۴) ساختمان مسکونی ۴۴ طبقه مستقر در شهر ورشو، لهستان است، که در سال ۲۰۱۴ احداث گردید.